# The Bridge (The Walking Dead)
The Bridge é o segundo episódio da nona temporada da série de televisão de drama pós-apocalíptico The Walking Dead. Foi exibida originalmente pela AMC em 14 de outubro de 2018. O episódio foi escrito por David Leslie Johnson-McGoldrick e dirigido por Daisy von Scherler Mayer.

## Enredo
Em Alexandria, Rick (Andrew Lincoln) desce um porão para conversar com alguém. Ele menciona que já se passaram 35 dias desde o início da construção da ponte entre as comunidades. Ele fala sobre como tudo mudou depois da guerra e como as comunidades estão trabalhando juntas para consertar a ponte, que será o elo para o futuro. Segundo Rick, aquele será um novo começo. No acampamento que as comunidades montaram na floresta, Ezequiel (Khary Payton) explica a Henry (Macsen Lintz) como a ponte será vital para conectar as comunidades. Carol (Melissa McBride) entrega seu bastão a Henry, dá um beijo de despedida e diz a Ezequiel que ela ainda vai permanecer no Santuário.
Rick planeja uma explosão com Eugene (Josh McDermitt) e Rosita (Christian Serratos), que servirá para distrair uma horda que se aproxima. Perto, Siddiq (Avi Nash) observa Enid (Katelyn Nacon) costurar a mão de Cyndie (Sydney Park). Rick ordena que Siddiq volte para casa com a próxima equipe e diz a Enid que ele confia nela. Em Hilltop, Maggie (Lauren Cohan) monta a cavalo quando Michonne (Danai Gurira) chega. Ela diz a Maggie que uma entrega planejada de suprimento de comida não chegou ao Santuário, e Maggie afirma que o etanol também não chegou. Jesus (Tom Payne) confirma que eles têm um excesso de comida, mas Maggie responde que, sem um arado de trabalho, pode não durar muito. Michonne sugere que eles deixem Earl (John Finn) sair para consertá-lo, mas Maggie zomba e diz que tudo bem esperar o combustível chegar no Santuário. Na ponte, Aaron (Ross Marquand) compartilha com Daryl (Norman Reedus) sua experiência como pai e diz que um dia ele será um ótimo pai. Enquanto isso, Henry chega para dar água aos trabalhadores. Justin (Zach McGowan) o empurra por não lhe dar água extra e começa a beber do jarro. Henry fica com raiva e o derruba com o bastão. Jed (Rhys Coiro) ri e zomba de Justin. Justin furioso, levanta-se para retaliar, mas Daryl o impede, dizendo que o garoto está apenas fazendo seu trabalho. Justin e Daryl começam a brigar. Rick chega e os para. Ele diz a todos para voltar ao trabalho. Ele leva Daryl à sua tenda para acalmá-lo, lembrando-o de que eles precisam dos Salvadores para ajudar na construção da ponte. No entanto, Daryl diz que os Salvadores não se alinham apenas porque ele diz isso. Rick explica que ele quer que todos fiquem do mesmo lado, e Daryl pergunta se eles realmente estão, antes de sair. Carol aconselha Rick a conversar com ele depois que ele se acalmar.
De volta a Hilltop, Tammy (Brett Butler) implora a Jesus para ver Earl, mas ele diz que não está na hora certa, lembrando a ela que ele tentou matar Maggie. Tammy pega um banquinho e diz que não vai se mexer até Maggie permitir que ela o veja. Michonne ouve e diz a Jesus que considere conversar com Maggie sobre isso, mas ele diz que não da conta dele. Michonne discorda e diz que eles precisam construir algo maior que todos eles. No acampamento, Anne (Pollyanna McIntosh) lamenta para Gabriel (Seth Gilliam) que ninguém confie nela, exceto ele e Rick. Gabriel diz a ela que, a princípio, ninguém confiava nele até que Rick tornou isso possível. Ela acaricia a mão dele e agradece por ficar do seu lado. Em Hilltop, Maggie brinca com Hershel (Peyton Lockridge) enquanto Jesus diz a ela que eles deveriam considerar a implementação de regras oficiais para lidar com situações como Earl, Negan (Jeffrey Dean Morgan) e Gregory (Xander Berkeley). Ela então finalmente concorda. Tammy agora pode ver Earl. Ela fala com ele sobre seus erros e o perdoa. Maggie escuta e fica um pouco emocionada. Mais tarde, ela fala com Earl. Ele menciona como se tornou alcoólatra e não se lembra de ter visto seu filho pela primeira vez. Na floresta, Rosita e Arat (Elizabeth Ludlow) explodem um pouco de explosivos para atrair uma horda de caminhantes para outra direção, longe do campo. Em outro lugar, Tara (Alanna Masterson) senta em um guindaste e liga para Rick para atualizá-lo sobre o plano de distração dos caminhantes, antes de ligar a Jerry (Cooper Andrews) para que ele pudesse ativar a sirene. Alden (Callan McAuliffe) chega para informar a Rick que nenhum dos Salvadores voltou para o Santuário e suas famílias estão preocupadas. Tara liga Rick novamente para avisá-lo que a segunda sirene não disparou e a horda está chegando.
De repente, os caminhantes chegam ao local de trabalho e ocorre uma grande confusão. Jed entra em pânico e acaba soltando uma corda, que faz com que um tronco gigante prenda o braço de Aaron no chão. Daryl grita para os trabalhadores levantarem o tronco enquanto ele mata os caminhantes ao seu redor. Eles levantam o tronco, mas o braço de Aaron ficou esmagado. Daryl carrega Aaron para o acampamento enquanto Rick e os outros chegam para segurar os caminhantes. Rick atira em uma corda que prende uma pilha de toras, que arrebenta e esmaga os caminhantes restantes. Daryl leva Aaron para a enfermaria e Enid rapidamente decide que precisam amputar. Aaron concorda relutantemente enquanto Daryl amarra o torniquete. Enid amputa o braço com uma serra de osso. Daryl, furioso, vai confrontar Justin sobre o porquê da segunda sirene não ter tocado. Justin afirma que o rádio não estava carregado e Daryl pula nele, socando-o repetidamente e atingindo-o com uma frigideira. Carol implora para que ele pare enquanto o resto do acampamento assiste.
De volta a Hilltop, Maggie diz a Michonne que está aberta à criação de leis comuns. Ela explica que seu pai, como Earl, costumava beber e também merecia uma segunda chance, mas Gregory teve várias chances e não mudou. No acampamento, à noite, Rick diz a Justin para pegar suas coisas e sair e se ele o vir novamente, o matará. Ele então diz a Enid que ela fez um bom trabalho com Aaron. Rick pede desculpas a Aaron pelo que aconteceu. Aaron diz que Rick não podia saber e que ele está criando um novo mundo. Nas proximidades, Anne pergunta a Gabriel quem era a mulher que ela desenhou para ele, e ele diz que ela era sua organista, que ele amava. Ela pergunta se ele ainda está com medo, mas é interrompida quando ele a beija. Eles sorriem e começam a se beijar até Gabriel lembrar que ele deveria estar de guarda. Anne diz para Gabriel esquecer e tira suas calças. No acampamento, enquanto todos riem e conversam, Carol pede a Ezequiel o anel. Ele fica animado e está prestes a fazer um discurso, mas ela diz a ele que ele pode fazer o discurso mais tarde. Ela coloca o anel e eles se abraçam e sorriem. Rick os observa alegremente de sua barraca. 
De volta a Alexandria, Rick termina de narrar sua história para Negan, preso. Negan o provoca sobre Carl (Chandler Riggs), e Rick bravo o tranca. Ele diz que Negan deveria ficar quieto e ouvir, mas Negan diz que Rick não está construindo um novo mundo, está apenas o preparando para ele. No posto de guarda, Anne vê o helicóptero e fica nervosa. Na floresta, Justin ouve algo e vê alguém que ele reconhece. Ele pergunta o que ele está fazendo ali, mas é violentamente puxado.

## Produção
Esse episódio foi escrito por David Leslie Johnson-McGoldrick e dirigido por Daisy von Scherler Mayer. Foi o primeiro episódio da temporada onde todos os nomes listados nos créditos do episódio estiveram presentes.

## Recepção

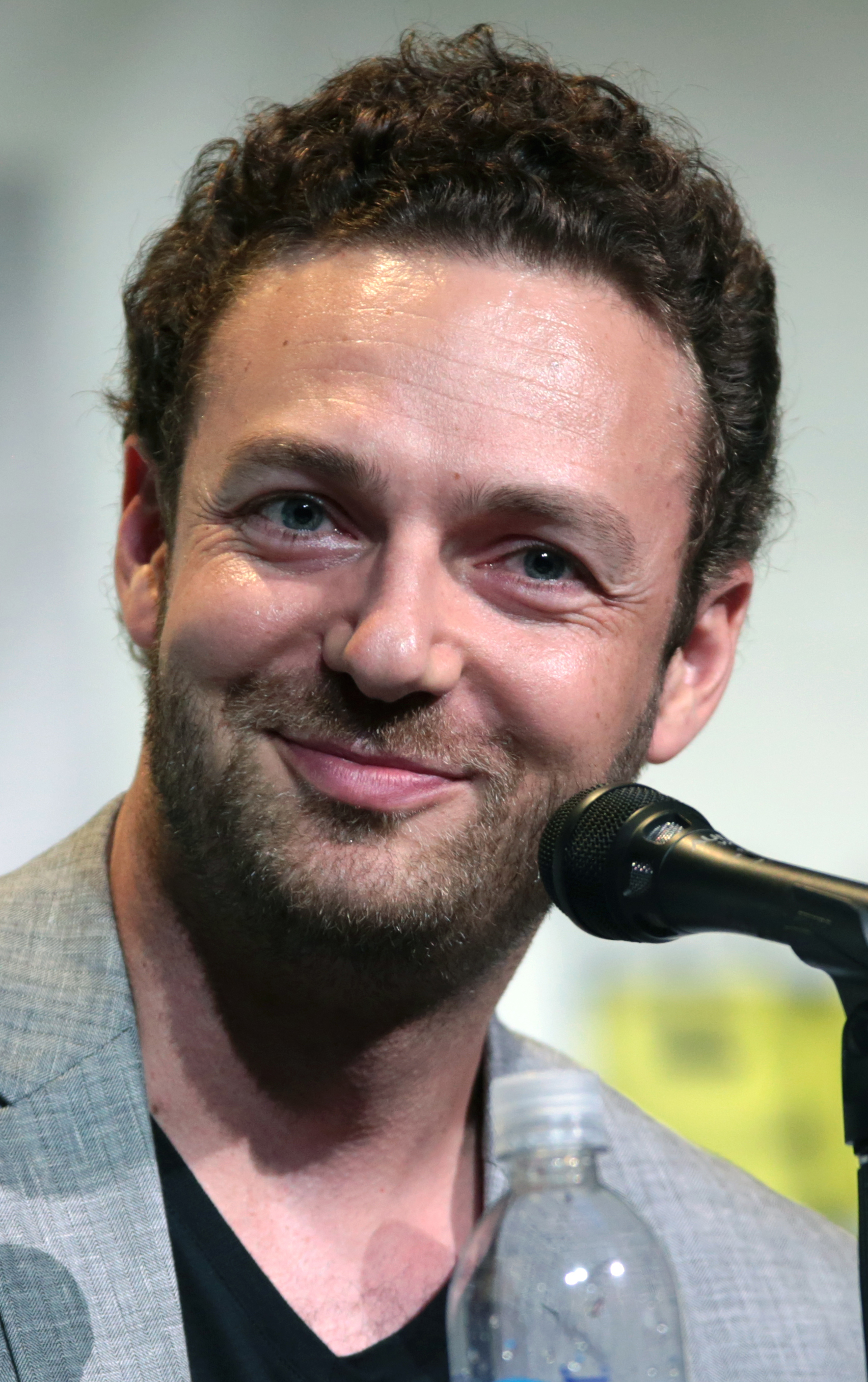
Ross Marquand foi elogiado pela crítica por sua atuação no episódio.

### Crítica
The Bridge recebeu elogios da crítica, principalmente voltados para a direção, para o roteiro e o desempenho emocional de Ross Marquand. No Rotten Tomatoes, o episódio tem uma taxa de aprovação de 100%, com uma pontuação média de 7,35 de 10, com base em 21 avaliações. O consenso crítico diz: "Uma gravação mais lenta que a estréia, "The Bridge" é um estudo de caráter convincente que estabelece os fundamentos necessários para futuras parcelas".

### Audiência
O episódio teve um total de 4.95 milhões de espectadores em sua exibição original na AMC na faixa de 18-49 anos de idade. Embora tenha sido o programa de TV a cabo mais assistido da noite, o episódio marcou uma diminuição na audiência em relação ao episódio anterior e é o episódio com a classificação mais baixa de The Walking Dead desde "Vatos", que teve 4,7 milhões de espectadores.